# Oskar Edvard Ekelunds Snickerifabrik

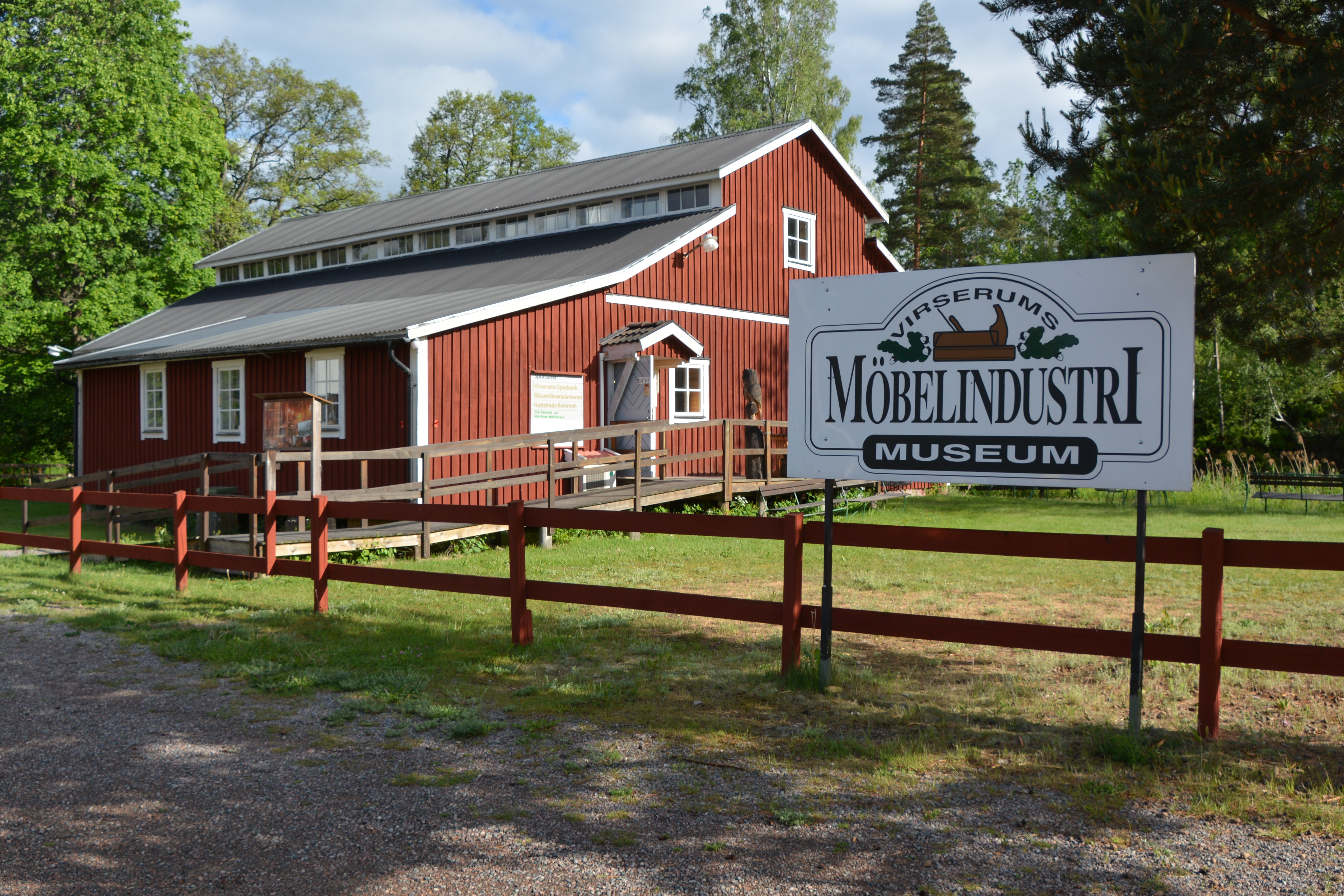
Det tidigare såghuset, nu Virserums möbelindustrimuseum

Oskar Edvard Ekelunds snickerifabrik AB var en snickerifabrik på det som nu är Bolagsområdet i Virserum.
Efter det att snickarmästaren Carl Johan Ekelunds verkstad i byn Blåsmålen i Stenberga, strax väster om Virserum brunnit ner 1883, flyttade han verksamheten till ett område vid Virserumsån i Virserum. Sönerna Emil och Oskar Edvard Ekelund, samt svärsonen Oskar Petersson tog över verksamheten 1889 efter Carl Johan Ekelunds död. Bröderna bildade 1899 Oskar Edvin Ekelunds snickerifabrik AB.
Oskar Edvard Ekelunds Snickerifabriks AB, lokalt kallat ”Bolaget”, blev Virserums största möbelfabrik och hade som mest 240 anställda. Företaget lades ned på 1970-talet.
Själva snickerifabriksbyggnaden är riven, men flera andra byggnader på Bolagsområdet står kvar. Sågverket används nu som lokaler för Virserums möbelindustrimuseum och bonarverkstaden för Sveriges telemuseum.

## Bildgalleri

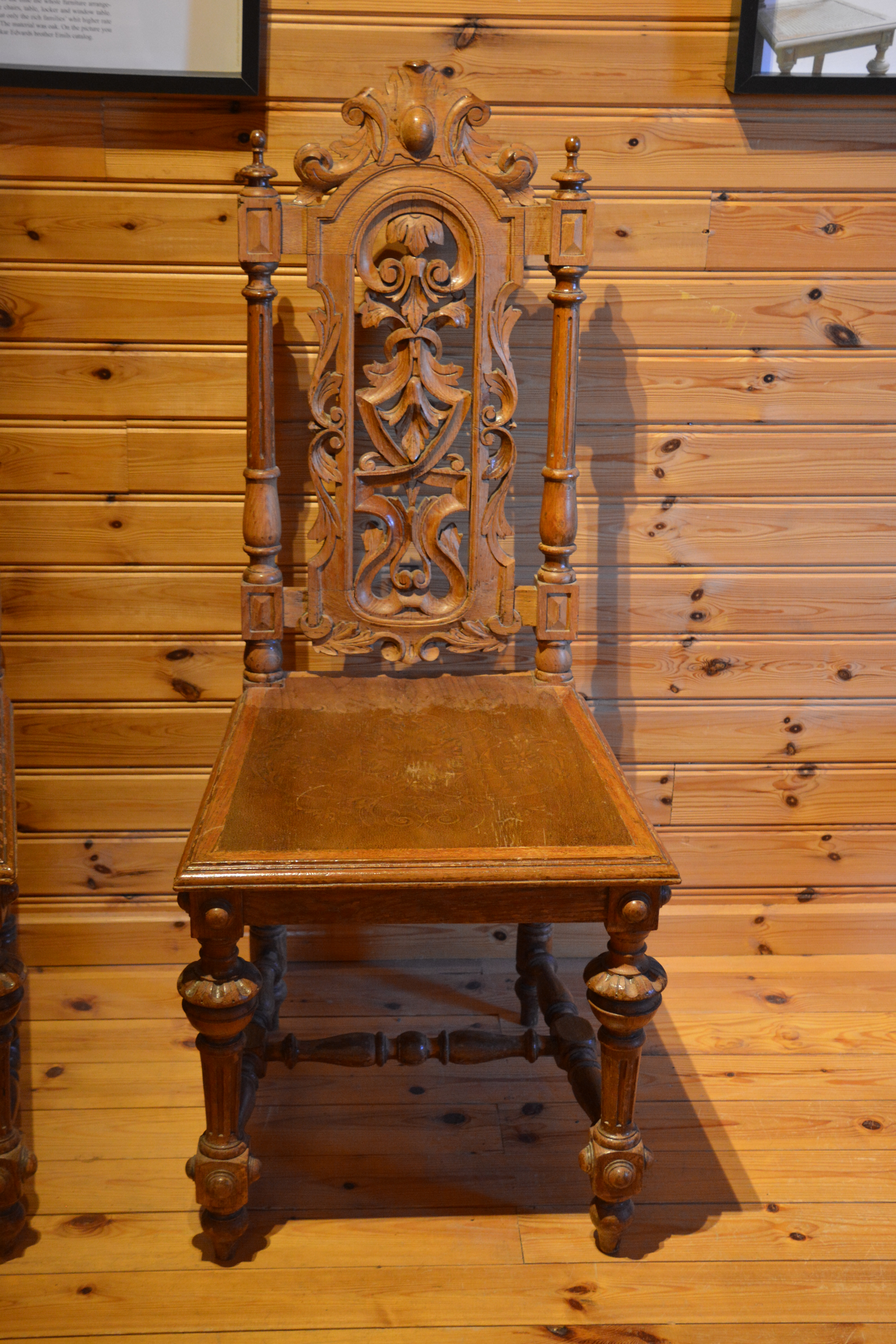
Stol i ek i nyrenässansstil på Virserums möbelindustrimuseum